# ماريو يبيس
ماريو ألبيرتو يبيس دياز (بالإسبانية: Mario Alberto Yepes Díaz) الشهير باسم ماريو يبيس (مواليد 13 يناير 1976 في كالي - كولومبيا) لاعب كرة قدم كولومبي سابق ومدرب حالي. لعب لصالح نادي الدرجة الأولى كييفو فيرونا الإيطالي في 2008 في مركز قلب الدفاع وأنتقل الاعب إلى إيه سي ميلان في 2010.

## روابط خارجية
- ماريو يبيس على موقع الاتحاد الدولي (مؤرشف)  (الإنجليزية)
- ماريو يبيس على موقع الاتحاد الأوربي (الإنجليزية)
- ماريو يبيس على موقع قاعدة بيانات كرة القدم.إي يو (الإنجليزية)
- ماريو يبيس على موقع ليكيب (الفرنسية)
- ماريو يبيس على موقع ناشيونال فوتبول تيمز (الإنجليزية)
- ماريو يبيس على موقع Soccerway.com (الإنجليزية)
- ماريو يبيس على موقع عالم كرة القدم.نت (الإنجليزية)
- ماريو يبيس على موقع AS.com (الإسبانية)